# Vieste

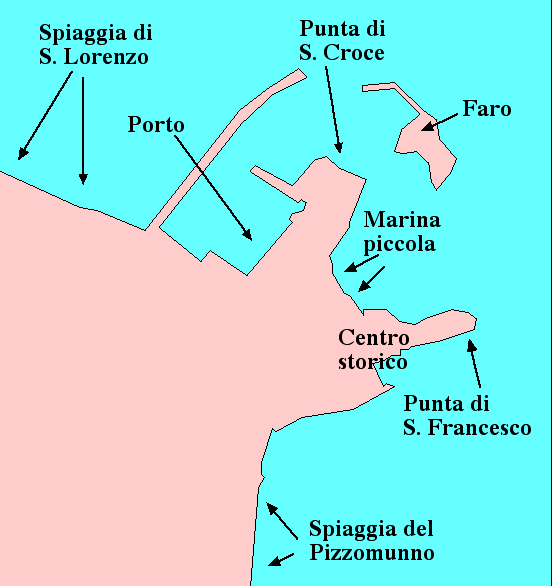
Vieste vázlatos térképe

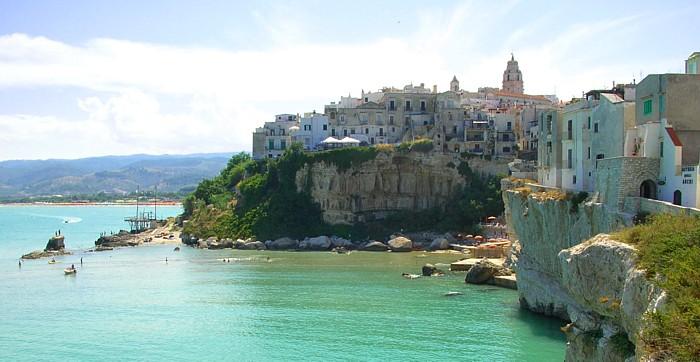
Vieste óvárosa

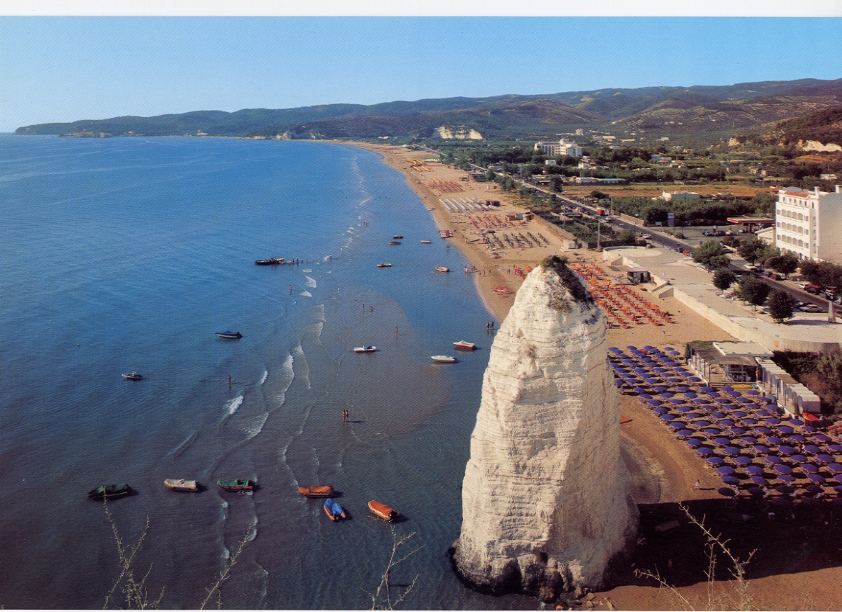
A Pizzomunno kőtömb és a strand

Vieste város Olaszország Puglia régiójában, Foggia megyében.

## Földrajza
A Gargano-félsziget keleti részén az Adriai-tenger partján fekszik. A város közigazgatási területének jelentős része a Gargano Nemzeti Park területén fekszik. Területének 40%-a erdő, 20%-a macchia, 20%-a mezőgazdasági művelés alatt. Szikár, napos domboldalain honos az aleppóifenyő (Pinus halepensis), az örökzöld Pistacia lentiscus, s a garrigue gyűjtőnéven említett, alacsony növésű bozótnövények. Déli sziklás partvidékén helyenként előfordul a fatermetű kutyatej (Euphorbia dendroides). Az északi fekvésű, hűvösebb éghajlatú dombokon gyakori a magyaltölgy. Erődítményének sziklaszirtjein megtalálható az országos viszonylatban is rendkívül ritkaságnak számító jeges kristályvirág (Mesembryanthemum crystallinum).
Sziklás partszakaszain a vörhenyes fecske fészkel. A kígyófajok közül előfordul a leopárdsikló és az áspisvipera.
A város környéke főként dombvidéki jellegű, melynek legmagasabb pontja 815 m tengerszint feletti magasságban fekszik. Kőzetének jelentős része kréta időszakban keletkezett mészkő, mely a földkéreg erőhatásai következtében emelkedett ki. Ezen geológiai erők hatására emelkedtek ki többek között partszakaszának meredek sziklafalai, a Pizzomunno mészkőtömb és néhány partközeli apró sziget is. Partvidékének egyedi sziklaalakzatait és tengeri barlangjait a tenger eróziója formálta. A partmenti sáv homok- és kavicsrétegei, valamint a völgyek breccsa lerakódásai a földtörténeti negyedidőszakban képződtek. A város déli partvidékén fekvő homokstrandot több helyütt kisebb patakok keresztezik, s torkollanak a tengerbe.
Éghajlata mediterrán, esős ősz és tél, változékony tavasz és nagyon száraz nyár jellemzi. A levegő éves átlaghőmérséklete 16,3 °C, az átlagos éves csapadék-mennyisége 504 mm. Leghűvösebb hónapja a január, 9,2 °C átlaghőmérséklettel, legmelegebb a július, melynek átlaghőmérséklete 24,7 °C. A nyári napok száma 123. Legcsapadékosabb hónapja a november. A térség jelentősebb légáramlatai az északnyugat felől áramló hűvösebb, csapadékos misztrál és a hideg légtömegeket mozgató északi szél, a tramontana, melyek főként ősszel és télen gyakoribbak, ezenkívül a nedvesebb, enyhe, délkeleti légáramlat, a sirokkó és a száraz, meleg áramlatokat hordozó déli szél, az ostro. A tengervíz sótartalma 37 g/l.
| Hónapok               | I   | II  | III  | IV   | V    | VI   | VII  | VIII | IX   | X    | XI   | XII  | Év   |
| --------------------- | --- | --- | ---- | ---- | ---- | ---- | ---- | ---- | ---- | ---- | ---- | ---- | ---- |
| Középhőmérséklet (°C) | 9,2 | 9,4 | 10,8 | 13,9 | 17,9 | 21,7 | 24,5 | 24,7 | 22,0 | 17,8 | 13,9 | 10,8 | 16,3 |

Óvárosa két részre tagolódik:
- Punta di San Francesco – a város keleti partvidékéből kiinduló meredek, sziklás félsziget, melynek védelmében épült fel legrégibb, középkori városrésze. E műemlékekben gazdag városrészt szűk utcácskák, jellegzetes lépcsőzetek és az utcákon keresztülívelő boltozatok jellemzik.
- Punta di Santa Croce – az északi partvidékből kiinduló félsziget illetve a Marina Piccola mögötti városrész a 19. században épült. Kikötője e félsziget északnyugati részén fekszik. A Marina Piccola-val szemben fekvő Santa Eufemia szigeten világítótorony található.

## Története
A régészeti leletek tanúsága szerint Vieste vidéke az újkőkorszak és bronzkor határán már lakott volt. Az ókorban Apeneste néven volt ismert, s a településről Klaudiosz Ptolemaiosz is említést tett feljegyzéseiben. A rómaiak idejében Veste néven volt ismert. A település névadója valószínűleg Vesta, a családi tűzhely, az otthon és a család istennője. A Nyugatrómai Birodalom bukása után a szaracén kalózok többször is kifosztották. Védelmére a 12. században, II. Frigyes német-római császár építtetett egy erődöt. Az 1500-as években Turgut reisz csapatai fosztották ki és mészárolták le lakosságának nagy részét. A lakosság egy része a szikla tetején épült katedrálisban lelt menedékre. A sziklát azóta chianca amara-nak nevezik (magyarul: szomorú szikla) a véres esemény emlékére. Vieste a 10. századtól a 19. század közepéig püspöki székhely volt.
2007 júliusában jelentős károkat okozó terjedelmes erdőtűz pusztított környékén. A hatóságok több ezer turistát menekítettek ki az érintett területről.

## Demográfia
A lakosság számának alakulása:

## Nevezetességei
- Bazilika. Az óváros déli részén levő háromhajós bazilikát a 11. század kezdetén építették, majd az évszázadok folyamán többször átépítették. Legrégibb épületrésze az északi homlokzat és bejárat. Rózsafüzér-kápolnájának oltárképe Manchelli alkotása 1581-ből. Belső terének festményei, díszítései főként a 17-18. századból származnak.
- Keresztelő Szent János tiszteletére szentelt templom (olaszul Chiesa di San Giovanni Battista). Az óvárosban, a bazilika melletti templomot Alfanus építtette a 11. században, s a későbbi évszázadok folyamán többször átalakították.
- Szent Ferenc tiszteletére szentelt kolostor és templom (olaszul Chiesa e convento di San Francesco). Az óváros keleti részén, a félsziget végén fekvő épületet a 15. században építették. Kezdetben a klarisszák kolostora. A török hódítók által a 15. század végén lerombolt épületet később újjáépítették. A 16. században a minoriták kolostora.
- Szent Lőrinc tiszteletére szentelt templom (olaszul Chiesa di San Lorenzo) a 12. századból.
- Szent Mária tiszteletére szentelt templom (olaszul Chiesa di Santa Maria delle Grazie). A város déli részén levő templomot a 13. században építették.
- Konstantinápolyi Szent Mária tiszteletére szentelt templom (olaszul Chiesa di Santa Maria di Costantinopoli). A kikötő közelében levő templomot a 17. század első felében építették.
- A tengerparti halászat hagyományos faszerkezetű építménye, a Trabucco. A városban két helyen, a Szent Ferenc templomhoz közeli partmenti sziklákon és a kikötő mellett találhatóak.
- Kagylómúzeum.
- Kikötőjét északnyugat felől a tengerbe mélyen benyúló móló védi. Átlagos vízmélysége 3,5 m. Kikötőjében főként halászhajók és jachtok horgonyoznak. Ezenkívül a Tremiti-szigetekre tartó komphajó és a tengeri barlangok megtekintésére szakosodott turistahajók, motorcsónakok kiindulópontja. Rakpartján halpiacot is tartanak.
- Világítótornya a Marina Piccolával szembeni Santa Eufemia szigeten áll. A létesítményt 1867-ben építették. Működtetését 1997-ben automatizálták.
- Az óváros déli tőszomszédságában, a partvidékből kiemelkedő, a város jelképévé vált, 25 m magas mészkőtömb, a Pizzomunno. A fehér mészkőtömbhöz egy középkori legenda fűződik: Élt e városban egy szerelmespár, Pizzomunno a halászlegény és szerelmese, a szépséges Cristalda. Pizzomunno nap mint nap kihajózott a tengerre, s az egyik napon szirének bukkantak fel a habokból, énekükkel csábítgatva a halászlegényt, de annak oly nagy volt vonzalma Cristalda iránt, hogy visszautasította a szirének közeledését, akik még víz alatti birodalmuk királyi trónját is felajánlották neki. Aztán egy éjszaka, mikor a szerelmespár egy parthoz közeli szigetecskén találkozott, a szirének féltékenységükben szörnyű tettet követtek el. Magukkal ragadták a tenger mélyére Cristaldát. Pizzomunno utánuk eredt, de nem lelt kedvesére. Pizzomunnot másnap hajnalban halászok találták meg, bánatában kősziklává válva a tengerparton, mely kőszikla azóta nevét viseli.
- Strandok. Az óvárostól délre fekvő partvidékén, a Pizzomunno mészkőtömbtől kezdődően hosszú homokstrand húzódik. Északnyugati partvidékét a San Lorenzo strand szegélyezi.

## Gazdasága
Jelenkori gazdaságának alappillére az idegenforgalom. A várost évente több mint 1 millió személy látogatja meg. Mezőgazdaságának legjelentősebb terméke az olívaolaj, melynek termőterülete meghaladja a 2000 hektárt. Halászatának gazdasági szerepe csökkenő tendenciát mutat. A halász-zsákmány legjelentősebb részét a szardellafélék teszik ki, ezenkívül a szardínia, tonhal, makréla, spratt szintén gyakori.

## Híres emberek
- Itt született 1733-ban és itt hunyt el 1799-ben Vincenzo Giuliani történész, régész és orvos.

## Képtár

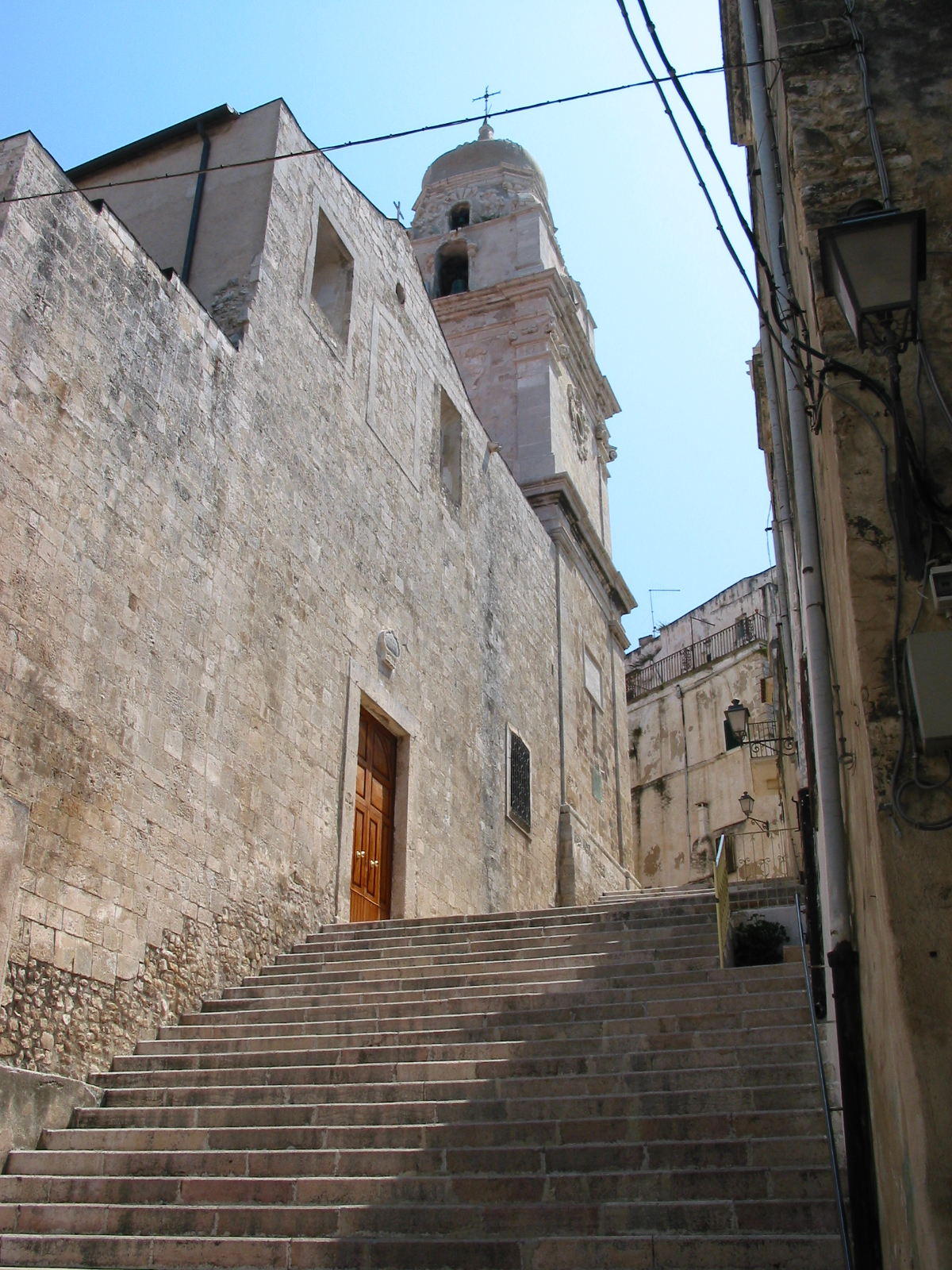
Bazilika
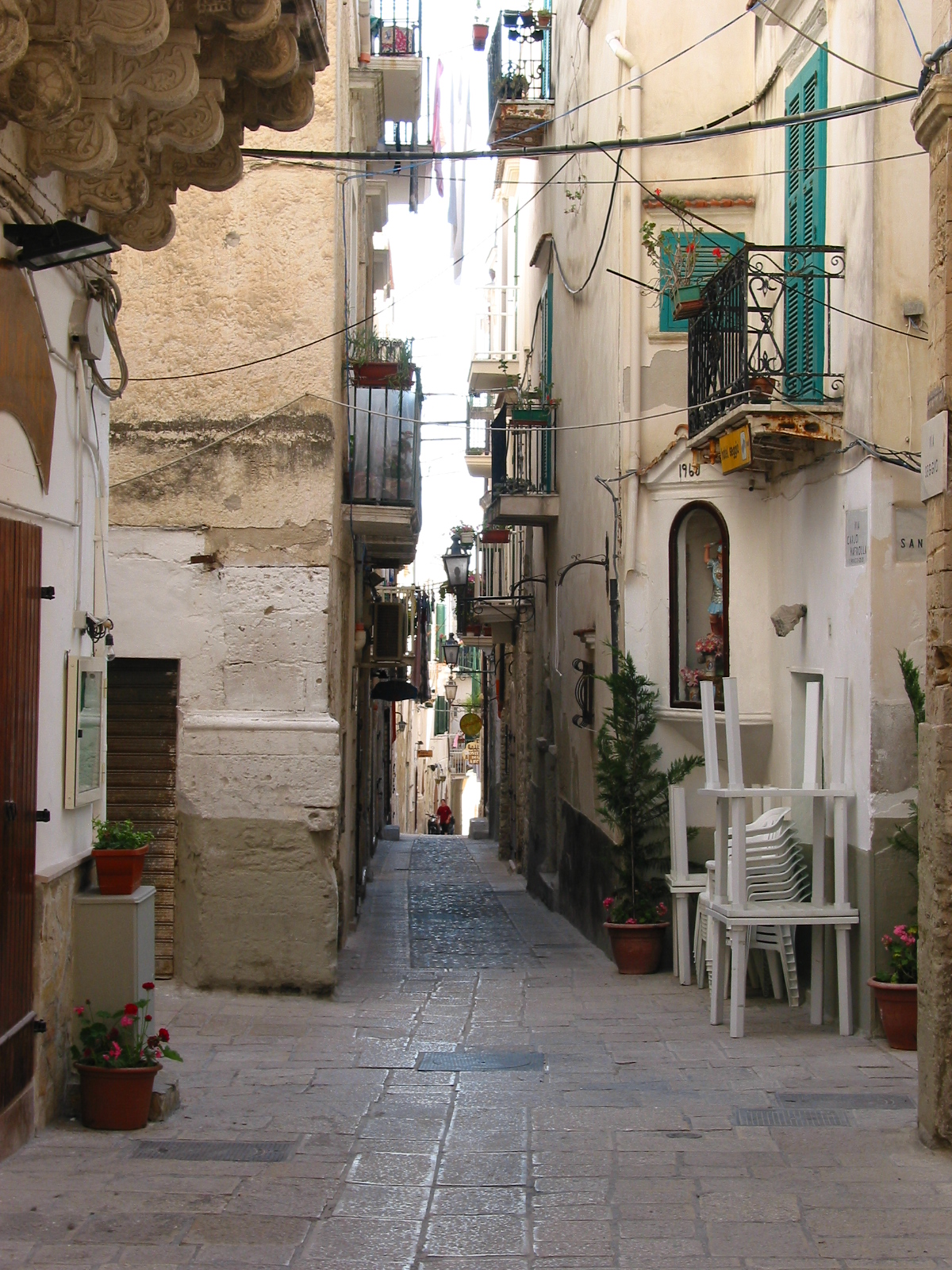
Óváros
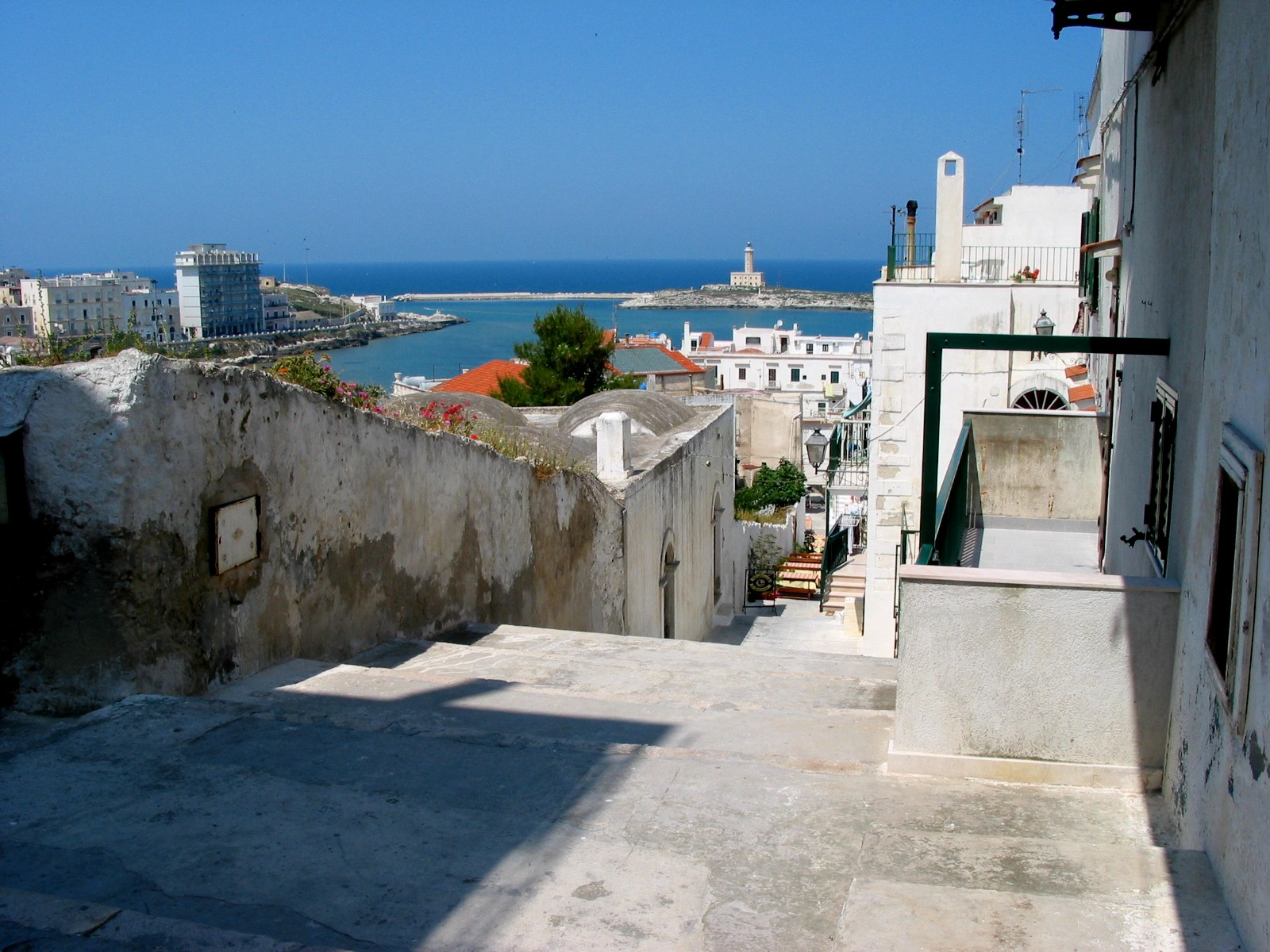
Óváros, távolban a San Eufemia sziget világítótornya
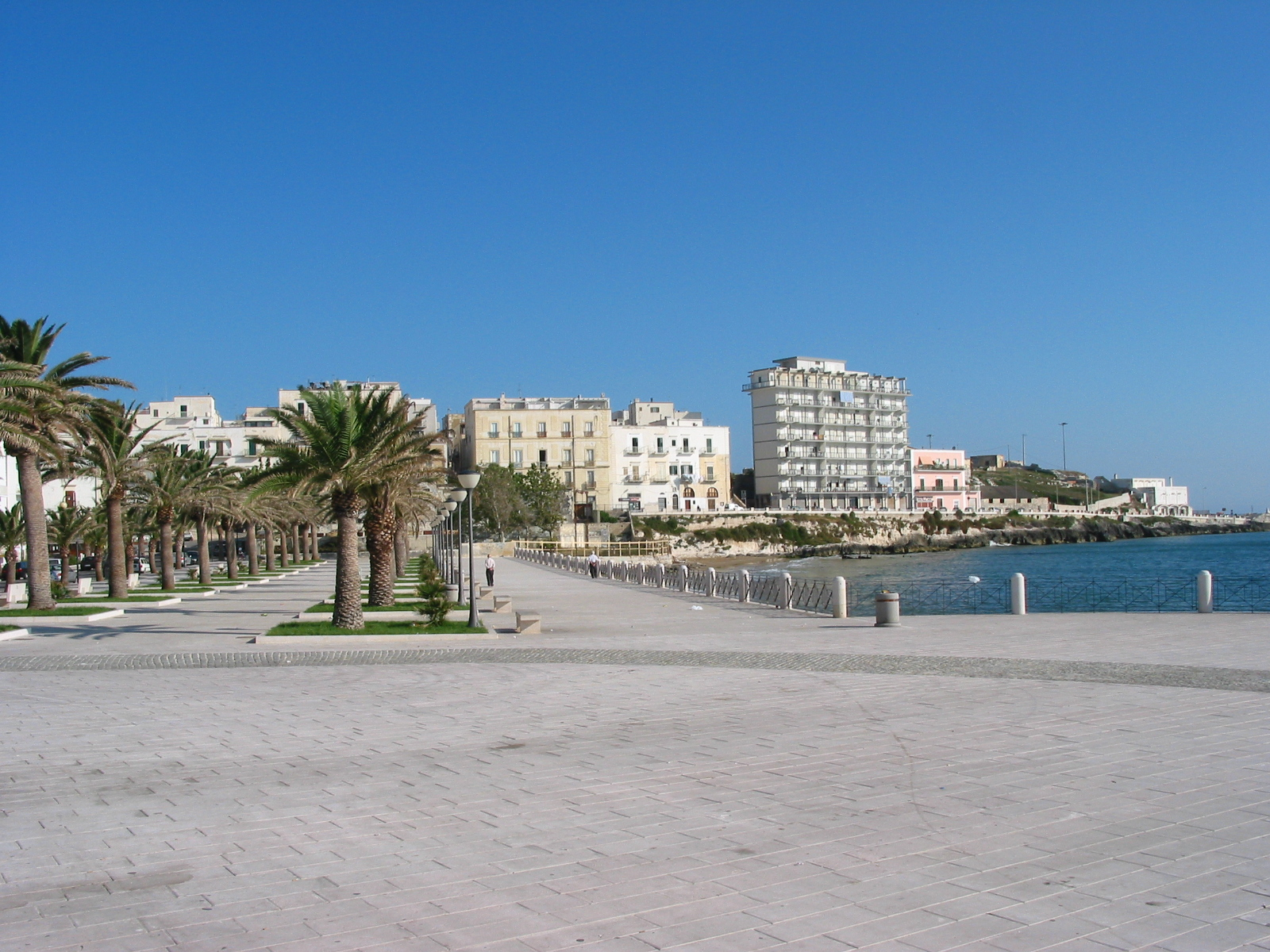
A Marina Piccola sétánya
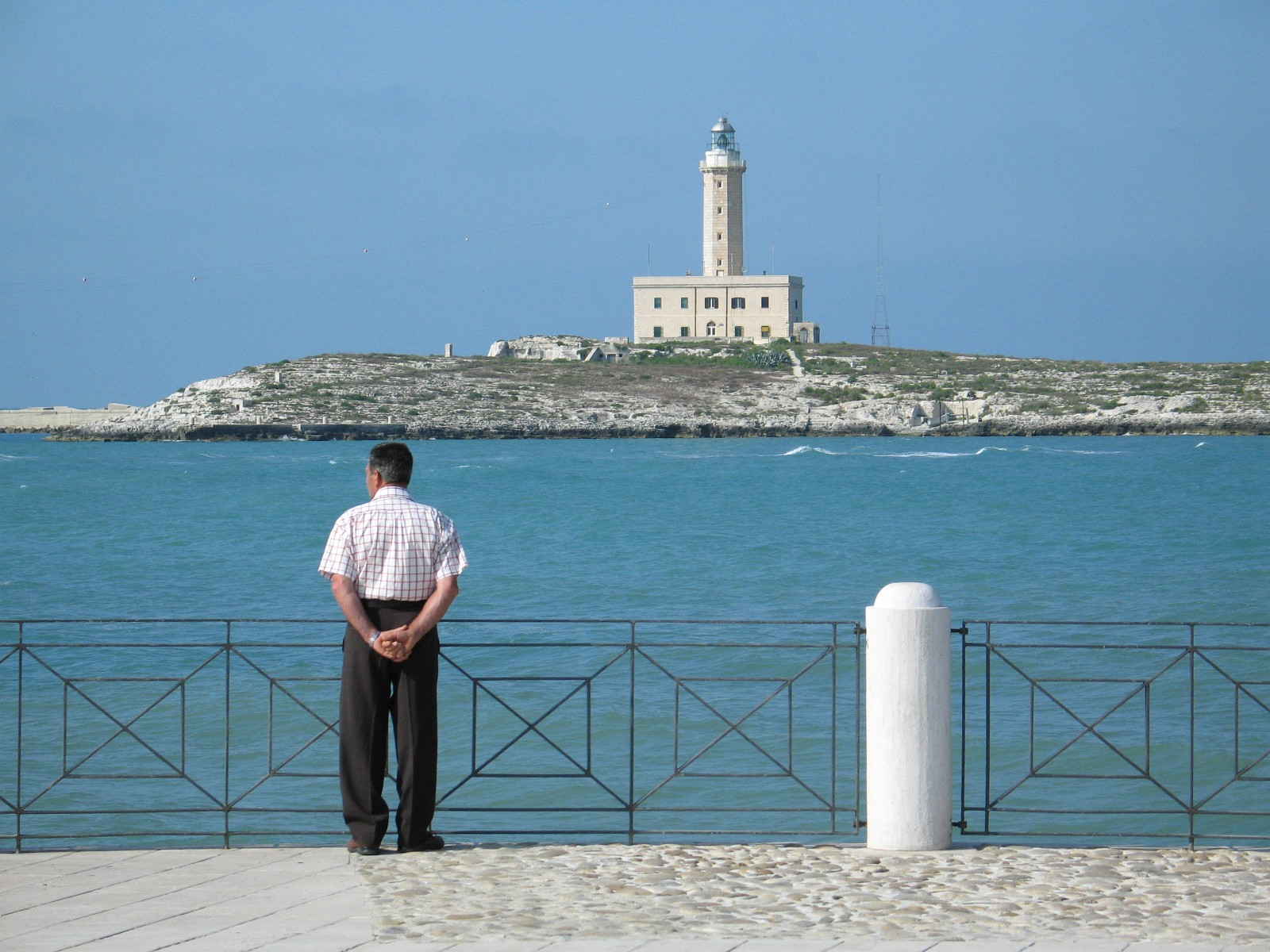
A San Eufemia sziget világítótornya a Marina Piccola felől
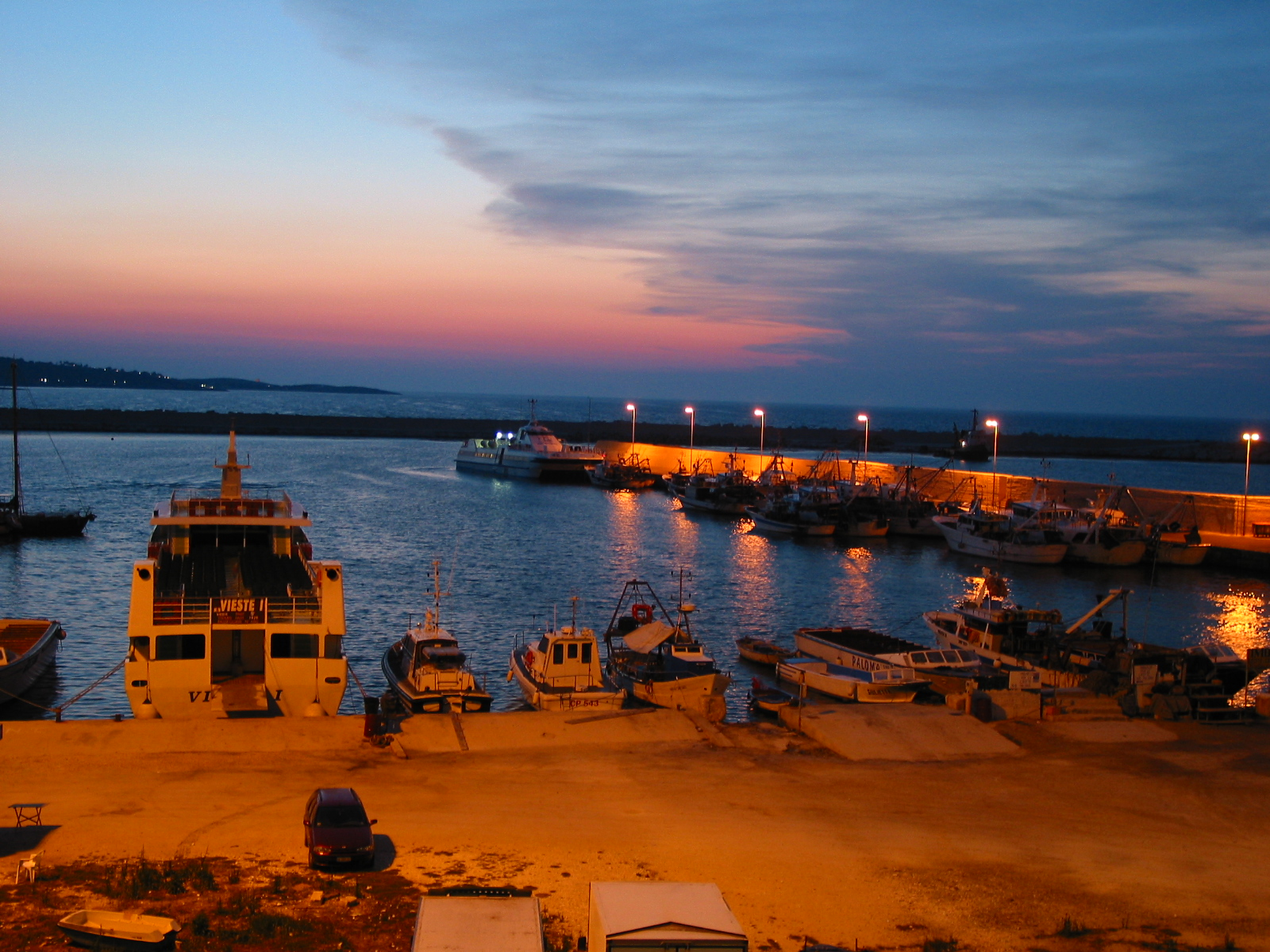
Kikötő
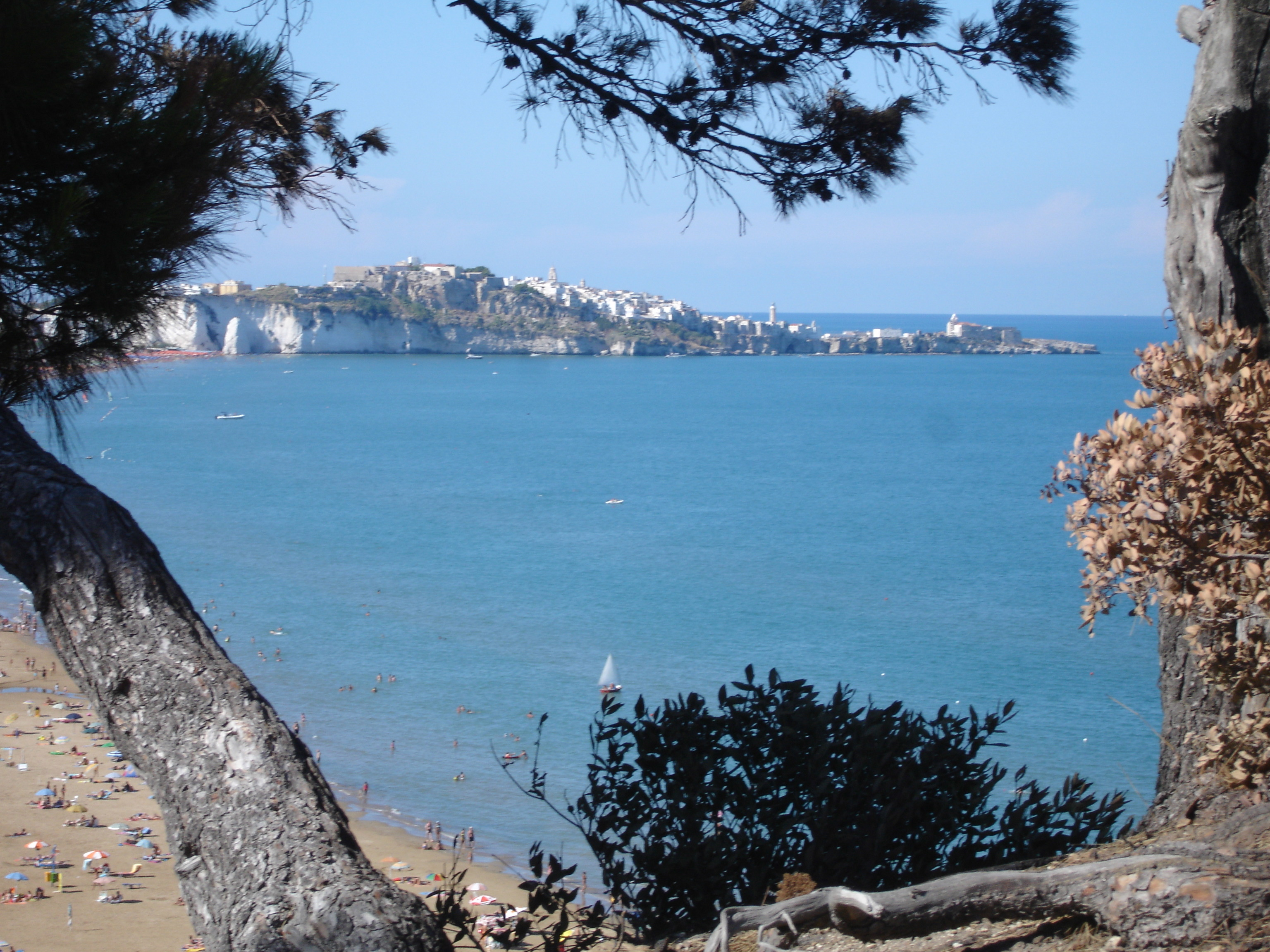
A város látképe dél felől
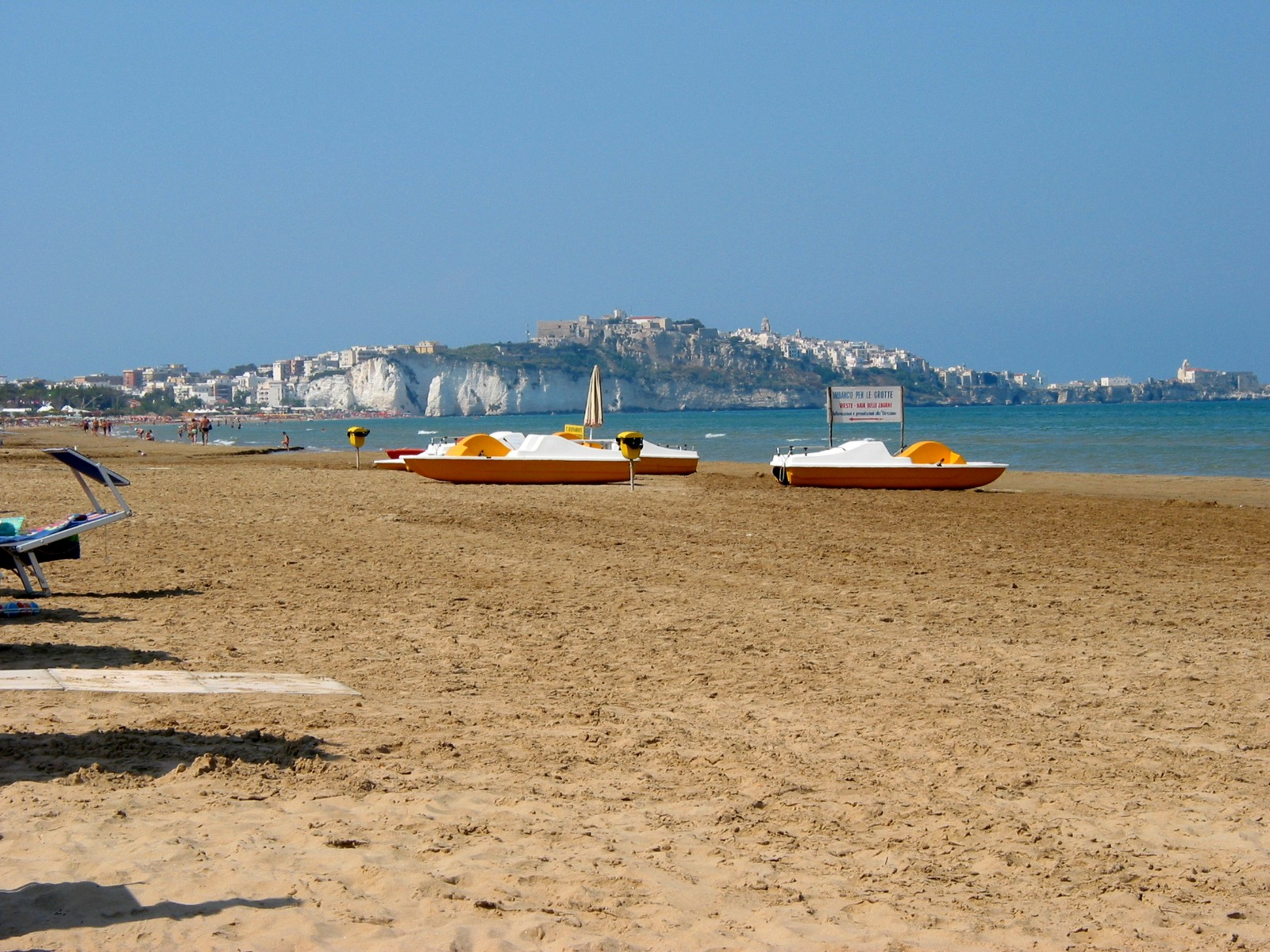
A város déli részét szegélyező strand